# Gucka
Gucka (763 m) – szczyt w Beskidzie Sądeckim. Znajduje się na południowo-wschodnim grzbiecie Przysłopu w Paśmie Radziejowej. Grzbiet ten poprzez Kotelnicę (843 m), Cieluszki (811 m), Bereśnik (811 m), Górę Popa (843 m), Guckę (763 m) i Bryjarkę (677 m) opada do doliny Grajcarka w Szczawnicy w województwie małopolskim, w powiecie nowotarskim. Pomiędzy Górą Popa a Gucką grzbiet biegnie w południowo-zachodnim kierunku, na wierzchołku Gucki zakręca na południe. Południowo-wschodnie stoki Gucki są w większości bezleśne, zajęte przez pola i zabudowania należącego do Szczawnicy osiedla Języki. Wcina się w nie dolinka potoku Szczawnego. Szczyt i stoki zachodnie są lesiste i opadają do doliny Czarnego Potoku. Dawniej stoki te też były bardziej bezleśne, na zdjęciach lotniczych mapy Geoportalu widoczne są na nich zarastające lasem polany, ostała się jeszcze polana Tomaszówka na południowo-zachodnich stokach Gucki.

## Szlak turystyczny
Południowo-wschodnimi stokami Gucki prowadzi znakowany szlak turystyczny.
 Szczawnica – Bryjarka – bacówka pod Bereśnikiem – Bereśnik – Cieluszki – Kotelnica – Dzwonkówka. 2:40 h, 1:50 h